# Arthur St. Norman
Arthur Claude Champion St. Norman (ur. 20 października 1878 w Brighton, zm. 18 maja 1956 w Johannesburgu) – południowoafrykański lekkoatleta specjalizujący się w biegach długich i chodzie sportowym.
St. Norman reprezentował Związek Afryki Południowej podczas V Letnich Igrzyskach Olimpijskich w 1912 roku w Sztokholmie, gdzie wystartował w dwóch konkurencjach. W maratonie jako jedyny z zawodników południowoafrykańskich nie ukończył biegu. W chodzie na 10 kilometrów czasem 50:17,9 zajął drugie miejsce w swojej serii eliminacyjnej i zakwalifikował się do finału. W wyścigu finałowym został zdyskwalifikowany.
Rekordy życiowe:
- chód na 10 kilometrów – 50:17,9 (1912)